# Gata Kamsky
Gata Kamsky, född 2 juni 1974 i Novokuznetsk, Ryssland, är en i Sovjetunionen född amerikansk stormästare i schack. Kamsky förlorade en match om FIDE:s världsmästartitel 1996, och han spelade 2009 en match mot Veselin Topalov om rätten att utmana världsmästaren Viswanathan Anand men han förlorade.

## Schackunderbarnet (-1996)
Gata Kamskys tidiga schackkarriär var starkt präglad av hans kontroversielle far och tränare Rustam Kamsky . Rustam började träna Gata till pianist som sexåring, efter två år bytte Rustam inriktning på sonens träning till schack. Kamsky vann det Sovjetiska U 20 mästerskapet två gånger. I samband med New York Open 1989 hoppade Gata och Rustam till USA. År 1990 blev Kamsky utnämnd till stormästare och han vann turneringen i Tilburg. År 1991 vann Kamsky amerikanska mästerskapen. Kamsky spelade framgångsrikt i många stora turneringar under de följande åren med segern i Las Palmas år 1994 som den främsta meriten.
År 1993 fanns det två världsmästartitlar i schack. Kamsky kvalificerade sig för spel i både världsschackförbundets (FIDE) och Professional Chess Associations (PCA) kandidatmatcher. Kandidatmatcherna spelades under 1994-1995. Hos PCA besegrade Kamsky Vladimir Kramnik och Nigel Short innan han förlorade mot Anand. Hos FIDE besegrade Kamsky Paul van der Sterren, Anand och Valery Salov för att kvalificera sig för en VM-match mot Anatoly Karpov. VM-matchen spelades 1996 och Kamsky förlorade med 7.5–10.5.

## Avhoppet (1996-2004)
Efter förlusten mot Karpov slutade Kamsky spela tävlingsschack. Han började studera till läkare men bytte inriktning och fortsatte att läsa juridik. Under uppehållet spelade Kamsky bara FIDE:s VM-turnering 1999 i Las Vegas, han förlorade i första omgången mot Alexander Khalifman.

## Återkomsten (2004-)
Kamsky spelade inte tävlingsschack igen förrän den 15 juni 2004, han spelade då en mindre snabbschackturnering . Under 2004-2006 var Kamskys resultat något ojämna, bland framgångarna fanns och en tredjeplats med det amerikanska laget i schack-OS i Turin 2005 och en andraplats i M-Tel Masters 2006 efter Topalov. År 2007 blev lite av ett andra genombrott i yttersta världseliten för Kamsky. Han vann Chess World Cup efter att ha besegrat bland andra Peter Svidler, Ruslan Ponomariov, Magnus Carlsen och Alexei Shirov. Kamsky kvalificerade sig därmed till en match mot Topalov om rätten att utmana Anand om världsmästartiteln. 2008 blev lite av ett mellanår för Kamsky men han var med i det amerikanska laget som tog ytterligare en bronsmedalj i schack-OS. Kamsky spelade under februari 2009 en match mot Veselin Topalov om vem som skulle utmana Viswanathan Anand om världsmästartiteln. Matchen slutade 4,5-2,5 till Topalov. I World Cup 2009 tog sig Kamsky till tredje omgången där han förlorade mot Wesley So. Kamsky vann amerikanska mästerskapet 2010, 2011, 2013 och 2014.